# Lunenburg (Vermont)
Lunenburg – miasto w Stanach Zjednoczonych, w stanie Vermont, w hrabstwie Essex.